# Jo Ann Marlowe
Jo Ann Marlowe, pseudonimo di Jo Ann Mares (Schuyler, 15 dicembre 1935 – Los Angeles, 2 gennaio 1991), è stata un'attrice statunitense famosa per i suoi ruoli in giovane età.

## Biografia
Nata Jo Ann Mares a Schuyler, in Nebraska, da Edward Joseph Mares (1909-1990) e Theora Jeanette Robertson Mares (1914-2011), Jo Ann venne notata in un ristorante da un regista della Warner Brothers durante una vacanza di famiglia a Hollywood, all'età di 4 anni. Dopo essersi trasferita con la famiglia in California, la piccola attrice adottò il nome d'arte di Jo Ann Marlowe. Recitò, nei successivi dieci anni, in 29 film, tra cui Ribalta di gloria (1942) con James Cagney, nel quale Jo Ann interpretava il ruolo di Josie Cohan. È meglio conosciuta, però, nella parte della piccola Kay, la figlia minore di Mildred Pierce, nel film Il romanzo di Mildred (1945) con Joan Crawford. 
Lasciò la recitazione all'inizio degli anni cinquanta, si iscrisse alla Loyola Marymount University di Los Angeles e divenne avvocato. 
Nel settembre del 1960, sposò John F. Dunne in California. La coppia ebbe una figlia, nata nel 1963, e divorziò nell'aprile del 1968.
Jo Ann ebbe successo anche come avvocato, tant'è che fu messa alla direzione dell'Ufficio del procuratore degli Stati Uniti a Los Angeles. 
Alla fine del 1968 ebbe un incidente d'auto, a causa del quale subì gravi lesioni e rimase in coma per più di 22 anni fino alla sua morte, avvenuta in casa della madre a Los Angeles, all'età di 55 anni.

## Filmografia parziale
- Ribalta di gloria (Yankee Doodle Dandy), regia di Michael Curtiz (1942)
- Il romanzo di Mildred (Mildred Pierce), regia di Michael Curtiz (1945)
- Uno scandalo a Parigi (A Scandal in Paris), regia di Douglas Sirk (1946)
- Keeper of the Bees, regia di John Sturges (1947)